# Aeroportul Geilo
Aeroportul Geilo (IATA: DLD, ICAO: ENDI) este un aeroport din Comuna Hol, Buskerud, Norvegia ce deservește zona Geilo. Aeroportul a fost tranzitat în 2006 de 0 pasageri. A fost numit după zona deservită.
Situat la o altitudine de 798 m, aeroportul dispune de 1 pistă.

## Infrastructură

### Piste
Aeroportul dispune de o singură pistă. Pista 08/26 are suprafața de asfalt și dimensiunile 1.000 m × 45 m. 